# Ödmårdens stavkyrka

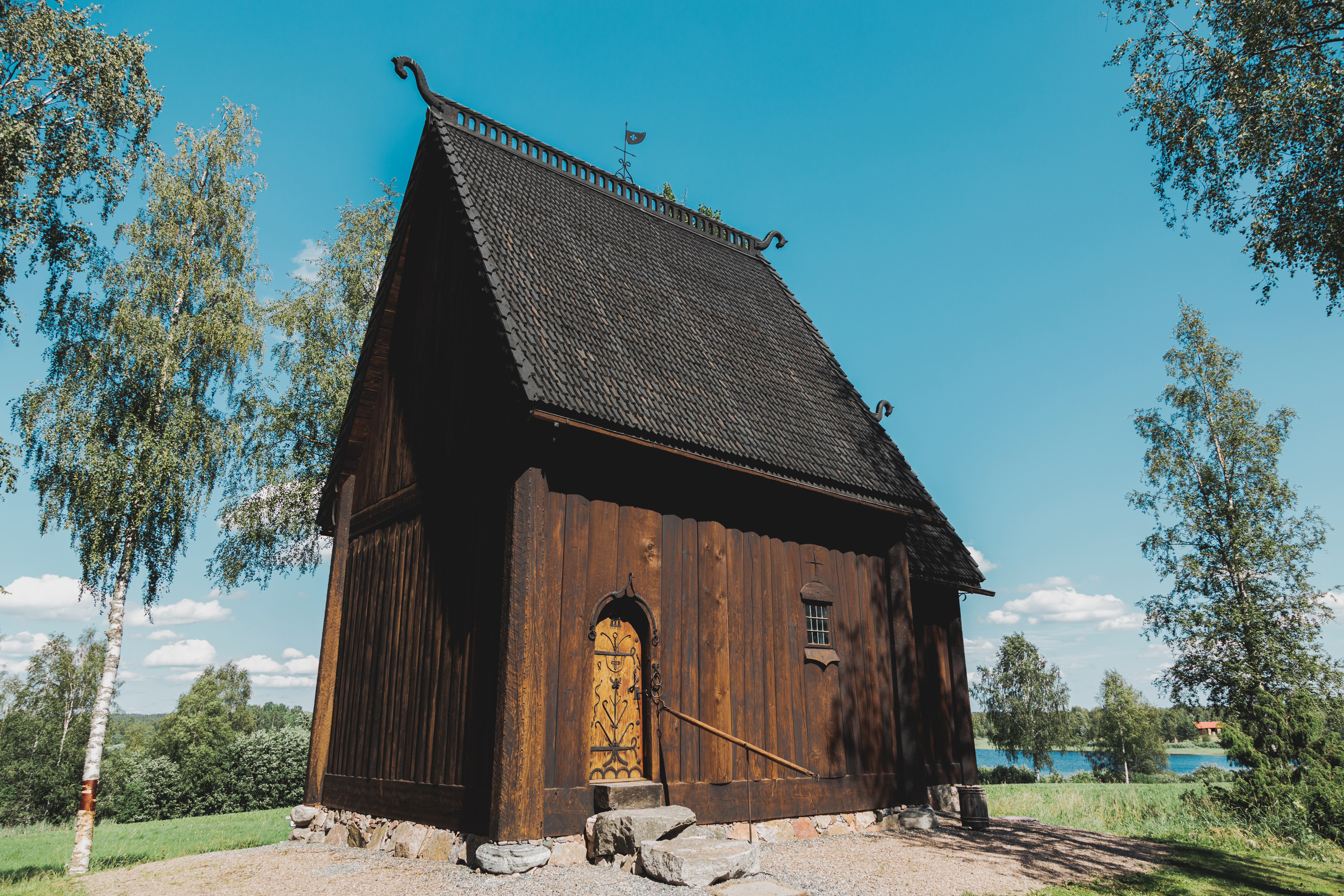
Ödmårdens stavkyrka i juli 2021

Ödmårdens stavkyrka är en kyrka i Norrbo strax utanför Ockelbo, i Ockelbo kommun, Gävleborgs län, Gästrikland. Stavkyrkan är egenhändigt byggd av Anders Woxberg, och blev den sjunde stavkyrkan i Sverige (per juli 2021). Bygget påbörjades 2010, efter att markarbetet avslutades. I samband med nämnt markarbete träffade man på norrinnande vatten, vilket resulterade i att man skapade en 5 meter djup krypta under kyrkan, där detta vatten ska kunna användas vid dop eller andra ceremonier.
Byggnads- och utseendemässigt är den inspirerad av såväl norska stavkyrkor, som Hemse stavkyrka från Gotland. Anders har använt traditionella byggtekniker och redskap, och med sprättäljning har fiskbensmönstrade ytor skapats på stavarna. Det sitter drakhuvud i vikingastil upptill, och vindflöjeln är inspirerad av Söderalaflöjeln från 1000-talet.
Stavkyrkan förvaltas av Föreningen Ödmårdens Stavkyrka/Kultur Oklagård.

## Galleri

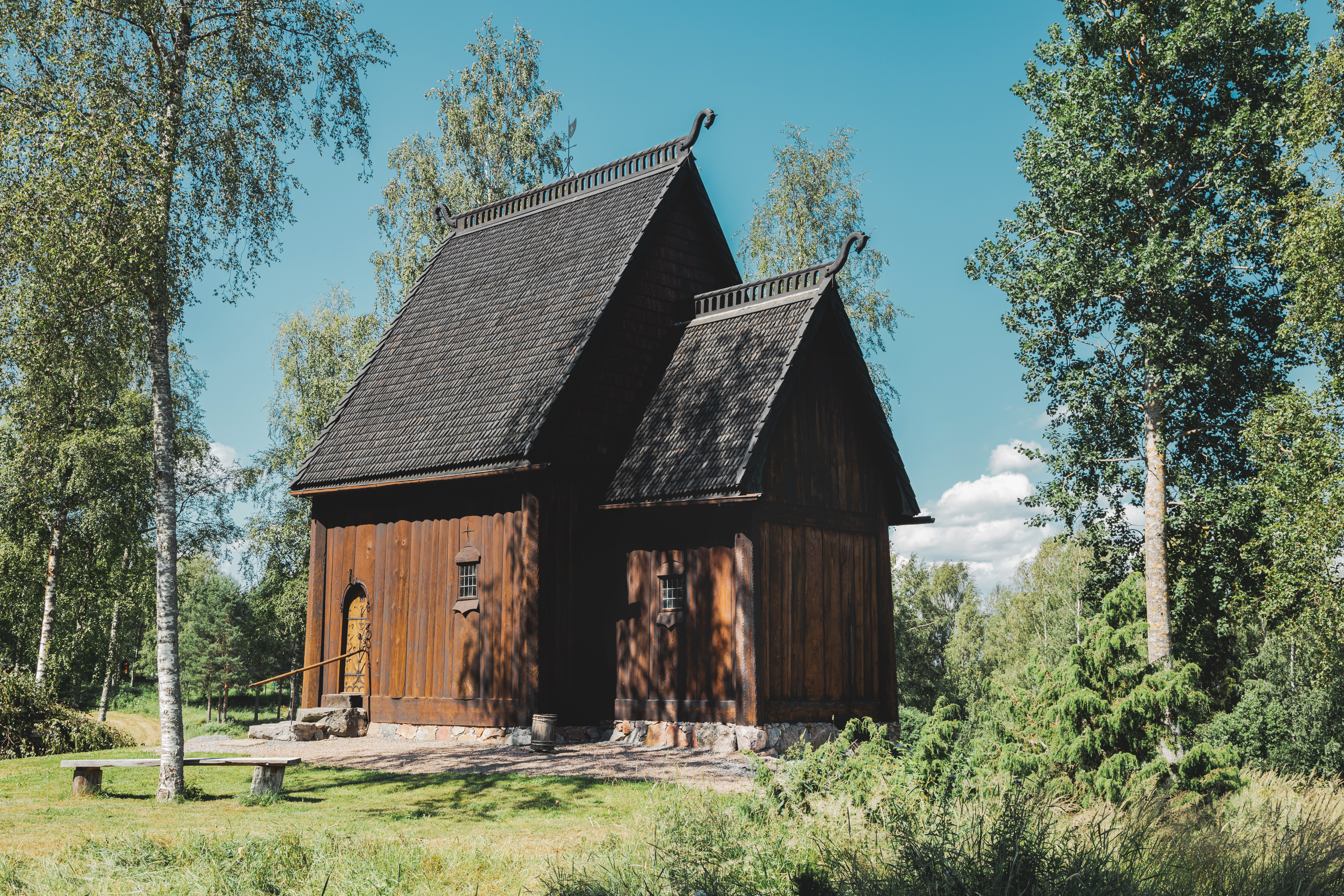
Vy söderifrån
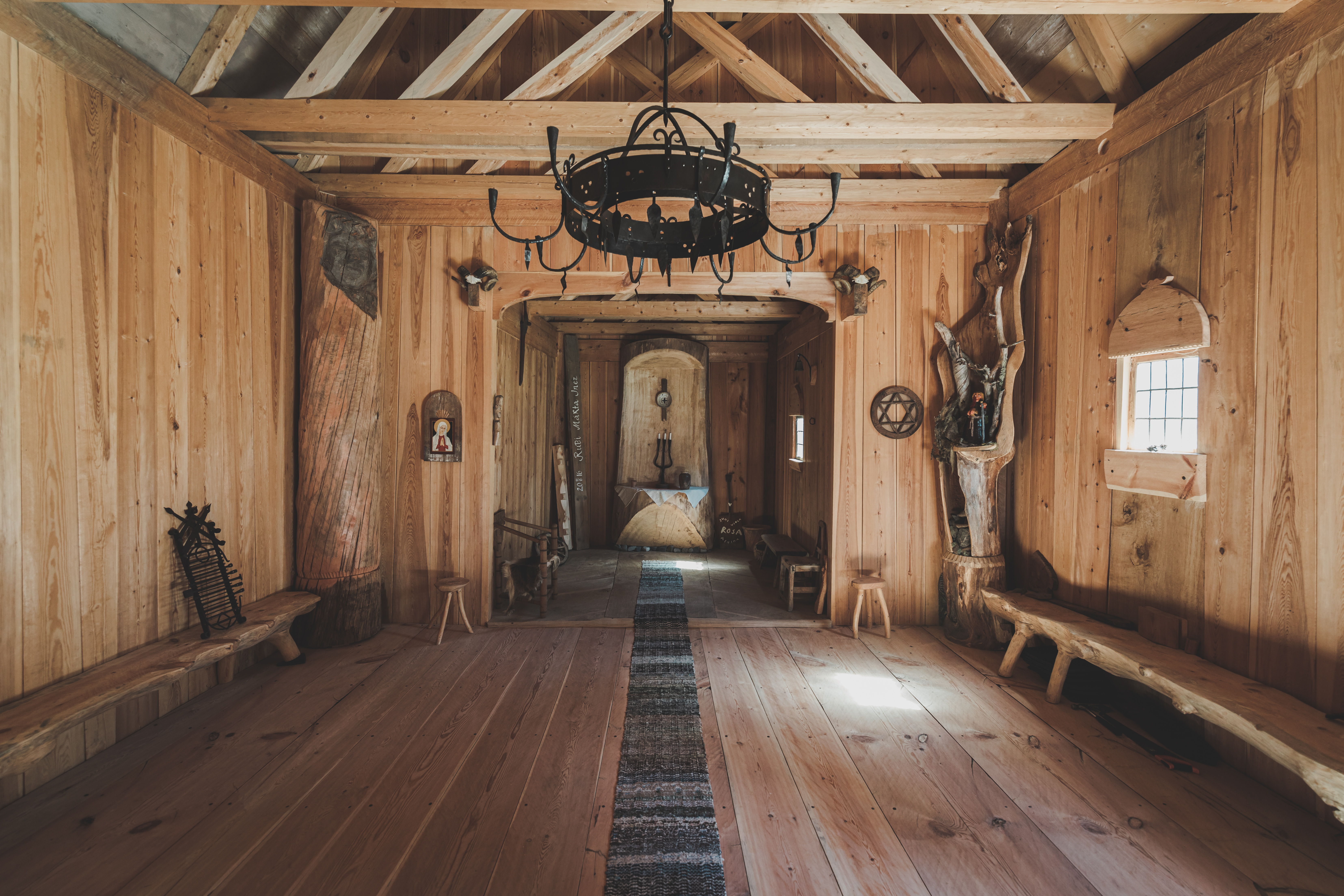
Insidan av kyrkan
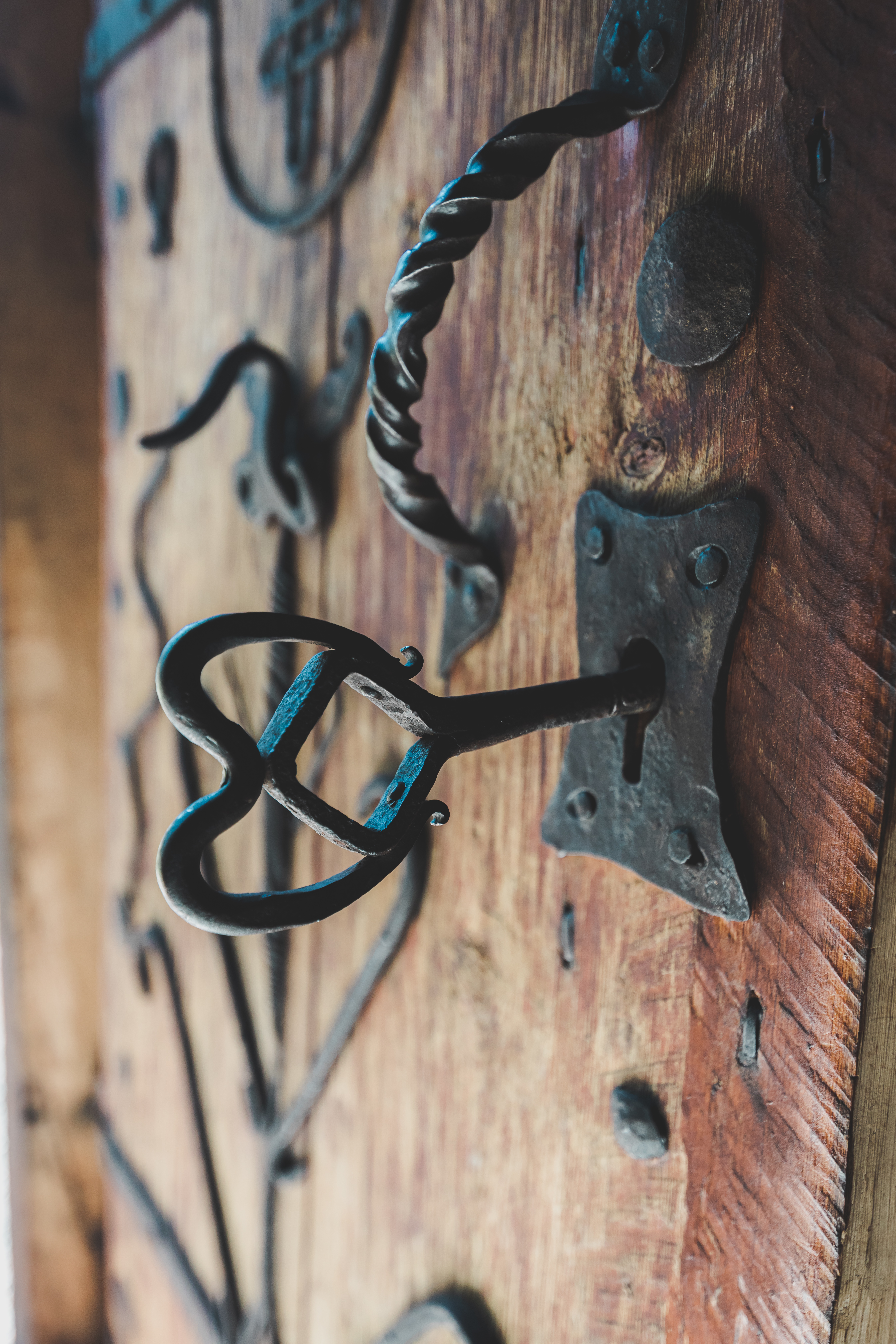
Dörrdetaljer